# Welsh Professional Championship
Welsh Professional Championship – zawodowy turniej snookera, który miał na celu wyłonienie mistrza Walii. Był częścią World Snooker Tour (turniejem rankingowym) w 1977 r. oraz w latach 1980–1991.

## Historia
Pierwsza edycja konkursu odbyła się w 1922 roku, kiedy to J.S. Nicholls wygrał z W. Daviesem. W 1977 roku turniej został reaktywowany i odbył się po raz pierwszy w Caerphilly. Po zaprzestaniu organizacji turnieju odbyło się pięć edycji w Ebbw Vale w latach 1980–1984, a w latach 1985–1986 turniej przeniesiono do Abertillery, co zbiegło się z rozpoczęciem sponsorowania go przez WPBSA. W 1987 roku turniej przeniósł się do hali Newport Centre w Newport, gdzie odbywał się do końca rozgrywek w 1991 roku, chociaż sponsorowanie przez WPBSA zakończyło się w 1989 roku. Turniej miał jednak innych sponsorów. W 1991 sponsor turnieju, Regal, przeniósł finansowanie na Welsh Open, a rozgrywki Welsh Professional Championship zostały przerwane.
W historii turnieju było siedmiu sponsorów i cztery miejsca rozgrywek. Wyłoniono czterech zwycięzców i ośmiu finalistów.

## Zwycięzcy
| Rok                                     | Miejsce                                | Zwycięzca                       | Wynik                           | Finalista                       | Sponsor                         | Sezon                           |
| Welsh Professional Championship         | Welsh Professional Championship        | Welsh Professional Championship | Welsh Professional Championship | Welsh Professional Championship | Welsh Professional Championship | Welsh Professional Championship |
| --------------------------------------- | -------------------------------------- | ------------------------------- | ------------------------------- | ------------------------------- | ------------------------------- | ------------------------------- |
| 1922                                    | brak danych                            | J. S. Nicholls                  | 1032-777                        | W. Davies                       | –                               | –                               |
| 1977                                    | Caerphilly Club Double Diamond         | Ray Reardon                     | 12-8                            | Doug Mountjoy                   | William Hill                    | 1977/78                         |
| 1980                                    | Ebbw Vale Ebbw Vale Leisure Centre     | Doug Mountjoy                   | 9-6                             | Ray Reardon                     | Woodpecker                      | 1979/80                         |
| 1981                                    | Ebbw Vale Ebbw Vale Leisure Centre     | Ray Reardon                     | 9-6                             | Cliff Wilson                    | Woodpecker                      | 1980/81                         |
| 1982                                    | Ebbw Vale Ebbw Vale Leisure Centre     | Doug Mountjoy                   | 9-8                             | Terry Griffiths                 | Woodpecker                      | 1981/82                         |
| 1983                                    | Ebbw Vale Ebbw Vale Leisure Centre     | Ray Reardon                     | 9-1                             | Doug Mountjoy                   | Woodpecker                      | 1982/83                         |
| 1984                                    | Ebbw Vale Ebbw Vale Leisure Centre     | Doug Mountjoy                   | 9-3                             | Cliff Wilson                    | Strongbow                       | 1983/84                         |
| Welsh Professional Championship (WPBSA) |                                        |                                 |                                 |                                 |                                 |                                 |
| 1985                                    | Abertillery Abertillery Leisure Centre | Terry Griffiths                 | 9-4                             | Doug Mountjoy                   | BCE                             | 1984/85                         |
| 1986                                    | Abertillery Abertillery Leisure Centre | Terry Griffiths                 | 9-3                             | Doug Mountjoy                   | Zetters                         | 1985/86                         |
| 1987                                    | Newport Newport Centre                 | Doug Mountjoy                   | 9-7                             | Steve Newbury                   | Matchroom                       | 1986/87                         |
| 1988                                    | Newport Newport Centre                 | Terry Griffiths                 | 9-3                             | Wayne Jones                     | Senator Windows                 | 1987/88                         |
| 1989                                    | Newport Newport Centre                 | Doug Mountjoy                   | 9-6                             | Terry Griffiths                 | Senator Windows                 | 1988/89                         |
| Welsh Professional Championship         |                                        |                                 |                                 |                                 |                                 |                                 |
| 1990                                    | Newport Newport Centre                 | Darren Morgan                   | 9-7                             | Doug Mountjoy                   | Senator Windows                 | 1989/90                         |
| 1991                                    | Newport Newport Centre                 | Darren Morgan                   | 9-3                             | Mark Bennett                    | Regal                           | 1990/91                         |

1. ↑  skumulowany wynik 18 frame'ów